# أليكساندر غريغوار
أليكساندر غريغوار (بالفرنسية: Alexandre Grégoire)‏ هو رسام هايتي، ولد في 29 أغسطس 1922 في جاكميل في هايتي، وتوفي في 28 يوليو 2001.